# لوحة مائية عن البرازيل (أغنية)
أكواريلا دو برازيل (بالبرتغالية:Aquarela do Brasil) هي مقطوعة سامبا، ألفها عام 1939 الملحن البرازيلي أري باروسو. أصبحت هذه الأغنية معروفة دوليا مع اسمها الإنجليزي البرازيل بشكل خاص عندما استخدمها والت ديزني عام 1942 في فيلمه «ثلاثة أصدقاء في حمى السامبا» والتي من خلالها رُشح باروسو لجائزة الأوسكار.
بسبب شهرة وشعبية هذه الأغنية أعاد نشرها العديد من الفنانين بشكل جديد. كما استخدمت أيضا كموسيقى فيلم تصويرية. في عام 1985 استخدمها المخرج الأمريكي تيري غيليام كموسيقى في فيلمه البرازيل.

## وصلات خارجية
- نص الأغنية بمختلف اللغات (إنجليزية)
- جزء من فيديو على موقع يوتوب على يوتيوب(برتغالية)
- Berenguer González, Ramón T. "Aquarela do Brazil" Samba Mp3· ISWC T-0425394804 نشرت مع اذن من صاحب النص